# 酒仙桥街道 (济宁市)
酒仙桥街道，是中华人民共和国山東省济宁市兖州区下辖的一个乡镇级行政单位。

## 行政区划
酒仙桥街道下辖以下地区：
神路社区、东关社区、邓家窑社区、岗子街社区、军民社区、查官园社区、古城村、陈家村、付家楼村、琉璃厂村、豆腐店村、天仙庙村、诸天寺村、东关村、三河村、田家村、焦村、河头村和粉店村。

## 人口
2010年中国第六次人口普查时，酒仙桥街道共有人口33991人。共有家庭11180户，平均每户2.86人。14岁以下的少年儿童共4757人，占总人口13.99%；15-64岁人口共25840人，占总人口76.02%；65岁及以上的老年人共3394人，占总人口的9.984%。男性共计17591人，占总人口51.75%；女性共计16400人，占总人口48.24%。本地居住的人口中，拥有本地户籍的人口为23509人，占69.16%。